# Gracco
Gracco (in latino Gracchus; fl. 1º dicembre 376-4 gennaio 377) è stato un funzionario romano dell'amministrazione dell'Impero romano convertitosi al Cristianesimo.

## Biografia
Tra il 1º dicembre 376 e il 4 gennaio 377 è attestato in carica come praefectus urbi. Si fece battezzare mentre era in carica, e da cristiano distrusse un mitreo a Roma, gesto che Sofronio Eusebio Girolamo celebrò con queste parole:
(Sofronio Eusebio Girolamo, Lettere, 107.2.)